# Hälltjärnen (Skogs socken, Hälsingland)
Hälltjärnen är en sjö i Ockelbo kommun och Söderhamns kommun i Hälsingland och ingår i Hamrångeåns huvudavrinningsområde. Sjön har en area på 0,067 kvadratkilometer och ligger 123,1 meter över havet.

## Delavrinningsområde
Hälltjärnen ingår i det delavrinningsområde (676748-155469) som SMHI kallar för Mynnar i Romsån. Medelhöjden är 92 meter över havet och ytan är 16,34 kvadratkilometer. Det finns inga avrinningsområden uppströms utan avrinningsområdet är högsta punkten. Vattendraget som avvattnar avrinningsområdet har biflödesordning 3, vilket innebär att vattnet flödar genom totalt 3 vattendrag innan det når havet efter 27 kilometer. Avrinningsområdet består mestadels av skog (95 procent). Avrinningsområdet har 0,17 kvadratkilometer vattenytor vilket ger det en sjöprocent på 1 procent.